# Elsa Nyholm
Elsa Cecilia Nyholm (nacida Tufvesson) (1911-2002) fue una botánica y brióloga sueca, e investigadora en la Universidad de Lund y en el Museo Sueco de Historia Natural.

## Biografía
Elsa nació en una granja en Nordanå, en la Escania rural, en el sur de Suecia. A pesar de un interés fuerte en historia natural, no se le permitió rendir el examen de admisión para un gymnasium. En cambio, fue a una escuela técnica y a una escuela de economoía doméstica y desarrolló su interés en la naturaleza de forma paralela. En 1932 consiguió trabajo como asistente del Museo Botánico de la Universidad de Lund. Allí, se especializó en briología y concibió la idea de una gran flora acerca de los musgos de Europa del norte. A pesar de que carecía de un grado académico formal, encontró apoyo en el Museo Sueco de Historia Natural de Estocolmo y subvenciones para investigaciones, que recibió de 1954 a 1964 para emprender su obra. Desde 1964 hasta su retiro, fue jefa  curadora del herbario de musgos en el Museo Sueco de Historia Natural.
Su nombre está particularmente asociado con las floras de musgos, Flora Ilustrada de Musgos de Fennoscandia y Flora Ilustrada de Musgos nórdicos. Tuvo una colaboración duradera y fructífera con el briólogo inglés Alan Crundwell.

## Obra

### Algunas publicaciones
- A study on Campylium hispidulum and related species. Trans. of the British Bryological Soc. 4 (1962): 194–200. Crundwell AC, Nyholm E.

- A revision of Weissia, subgenus Astomum. I. The European species. J. of Bryology 7 (1972): 7–19. Crundwell AC, Nyholm E.

- Illustrated Moss Flora of Fennoscandia. II. Musci. Fasc. 1 (1954)

- Illustrated Moss Flora of Fennoscandia. II. Musci. Fasc. 2 (1956)

- Illustrated Moss Flora of Fennoscandia. II. Musci. Fasc. 3 (1958)

- Illustrated Moss Flora of Fennoscandia. II. Musci. Fasc. 4 (1960)

- Illustrated Moss Flora of Fennoscandia. II. Musci. Fasc. 5 (1965)

- Illustrated Moss Flora of Fennoscandia. II. Musci. Fasc. 6 (1969)

- Studies in the genus Atrichum P. Beauv. A short survey of the genus and the species. Lindbergia 1 (1971): 1–33.

- Illustrated Flora of Nordic Mosses. Fasc. I. Fissidentaceae–Seligeriaceae (1987)

- Illustrated Flora of Nordic Mosses. Fasc. 2. Pottiaceae–Sphlachnaceae–Schistostegaceae (1991)

- Illustrated Flora of Nordic Mosses. Fasc. 3. Bryaceae–Rhodobryaceae–Mniaceae–Cinclidiaceae–Plagiomniaceae (1993)

- Illustrated Flora of Nordic Mosses. Fasc. 4. Aulacomniaceae–Meesiaceae–Catoscopiaceae–Bartramiaceae–Timmiaceae–Encalyptaceae–Grimmiaceae–Ptychomitriaceae–Hedwigiaceae–Ortotrichaceae (1998)

## Honores

### Eponimia
Género de briófitas
- Nyholmiella (Orthotrichaceae).

- La abreviatura «Nyholm» se emplea para indicar a Elsa Nyholm como autoridad en la descripción y clasificación científica de los vegetales.[1]